# Paducah, Kentucky
Paducah är en stad i sydvästra Kentucky, USA, vid Tennesseeflodens utflöde i Ohiofloden.
Paducah var tidigare känt för sina järnvägsverkstäder och annan industri, en hamn och en betydande tobaksmarknad.

## Kända perseoner från Paducah
- Steven Curtis Chapman, musiker
- William P. Curlin, politiker
- Boots Randolph, musiker